# Stephanie Cook
Stephanie Cook (Irvine, 7 februari 1972) is een atleet uit het Verenigd Koninkrijk.
Op de Olympische Zomerspelen van Sydney in 2000 won ze de gouden medaille op het onderdeel moderne vijfkamp. Daarbij verbeterde ze het Olympisch record op het onderdeel 3000 meter cross-country naar 10:03.16.
In 1999 werd Cook wereldkampioen moderne vijfkamp met het Britse estafette-team.
In 2001 werd ze ook individueel wereldkampioen.
2000: Stephanie Cook ·
2004: Zsuzsanna Vörös ·
2008: Lena Schöneborn ·
2012: Laura Asadauskaitė ·
2016: Chloe Esposito ·
2020: Kate French ·
2024: Michelle Gulyás